# Stazione di Cusano
La stazione di Cusano è una fermata ferroviaria di superficie di tipo passante, della linea ferroviaria Venezia - Udine.

## Storia

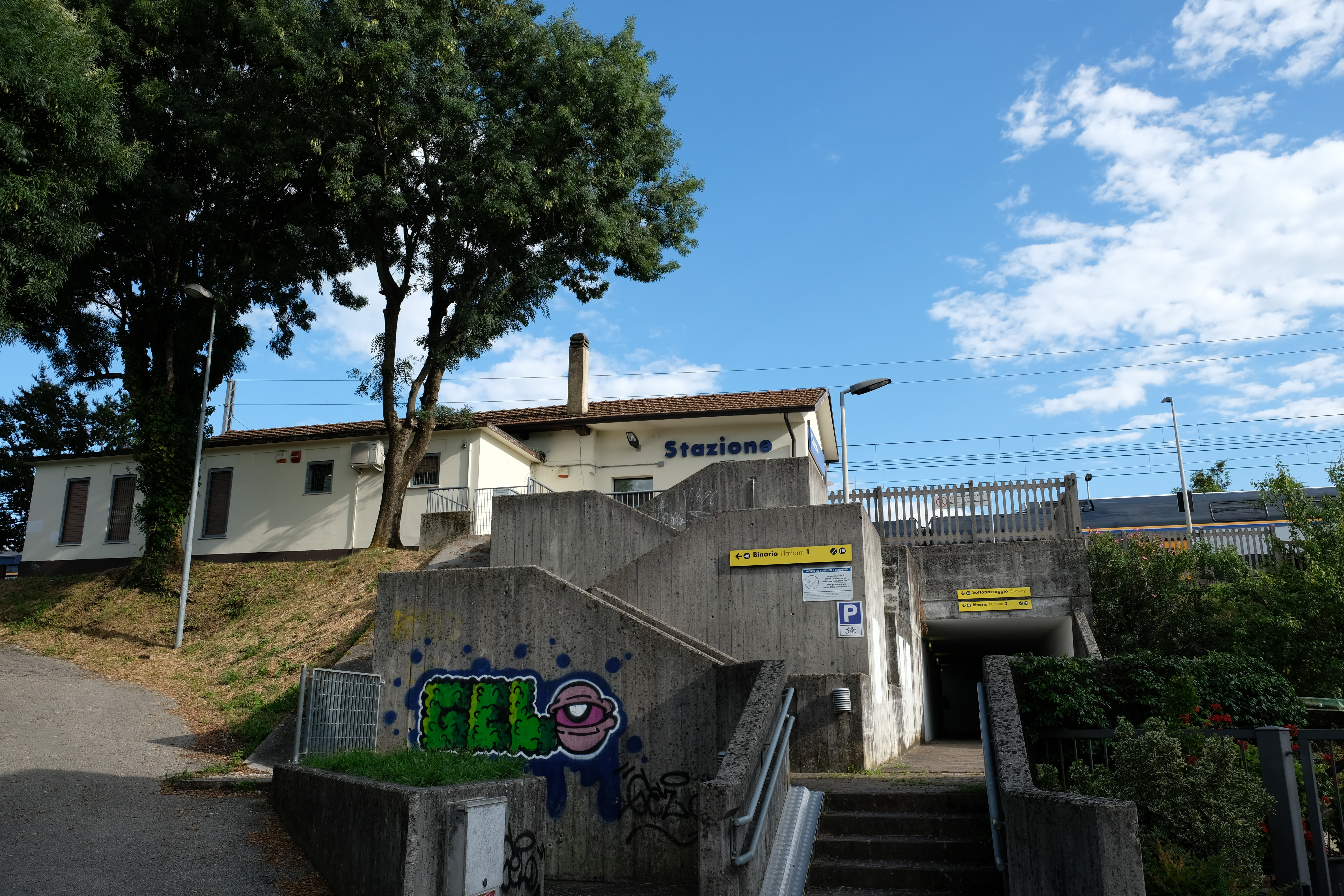
L'ingresso e la facciata della stazione di Cusano

La stazione venne inaugurata nel 15 ottobre 1855 quando venne aperto il tratto ferroviario che collegava la stazione di Pordenone alla stazione di Casarsa provenendo da Venezia.

## Strutture e impianti
La fermata non è presidiata. Si accede al binario 2 tramite un sottopassaggio. È presente una piccola sala d'aspetto al binario 1, mentre al binario 2 vi è una pensilina.

## Movimento
La stazione è servita da treni regionali svolti da Trenitalia nell'ambito del contratto di servizio stipulato con le Regioni interessate.